# バントゥー・ホロミサ
バントゥーボンケ・ハリントン・ホロミサ（Bantubonke Harrington Holomisa、1955年7月25日 - ) は、南アフリカの政治家。1987年から1994年までトランスカイ・ホームランドの元首であった。トランスカイが南アフリカに吸収されてからは同国の国会議員となり、統一民主運動の党首となった。

## トランスカイ時代
ホロミサはトランスカイ（現・東ケープ州の一部）のムカンドゥリで生まれ、1976年にトランスカイ国防軍に入隊して、1985年には准将に昇進した。1987年10月にはトランスカイのジョージ・マタンジマ首相を辞任の上亡命させ、その後継であるステラ・シグカウ政権も転覆させた。1987年12月にはホロミサはトランスカイ政府の元首（軍事評議会議長）となり、1994年に南アフリカに再統合されるまでその任にあった。このクーデターは南アフリカから離れつつあったマタンジマ政権を打倒するため、南アフリカ政府が使嗾したものであったが、ホロミサは政権掌握後いっそう南アフリカ離れを鮮明にし、アフリカ民族会議（ANC）寄りの姿勢を示して南アフリカ政府と激しく対立するようになった。1989年にはホロミサはトランスカイでアフリカ民族会議を合法化し、同党軍事部門の訓練も行われるようになった。1991年に憲法制定会議（CODESA）が開始されるとトランスカイはANC寄りの立場で交渉に参加し、1993年に複数政党交渉フォーラムが開始された際もANC寄りの立場を崩さなかった。1994年4月27日、南アフリカで全人種選挙が実施されたのと同時にトランスカイ政府は南アフリカに再統合され、消滅した。

## 南アフリカ時代
1994年の全人種選挙においてはホロミサはアフリカ民族会議から出馬して当選し、1994年には同党の全国執行委員会委員に選出され 、南アフリカ共和国政府の環境・観光副大臣に就任した。1996年5月には、ホロミサは真実和解委員会でステラ・シグカウらANC幹部の大規模汚職事件を告発し、証言を行った。この証言によってホロミサの政治的立場は悪化し、1996年9月30日にアフリカ民族会議から追放された。その後、彼は1997年にアフリカ民族会議の元幹部だったジョン・テイラー、および国民党を離党していた元憲法開発大臣でアフリカーナーのロエルフ・メイヤーと、統一民主運動を結党し、1999年に議員に選出された。ホロミサと統一民主運動は、ジェイコブ・ズマ大統領に対する不信任決議を数度にわたり支持しており、2017年8月8日にも不信任を支持した。
ホロミサはカイザー・チーフスFCのファンであり、2015年にはラジオ702のインタビューでチームへの愛を語った.。